# ألكسندر باوميوهان
ألكسندر باوميوهان (بالألمانية: Alexander Baumjohann)‏ (مواليد 23 يناير 1987 في فالتروب - ألمانيا الغربية) لاعب كرة قدم ألماني يلعب حاليا لصالح نادي الدرجة الأولى شالكه الألماني منذ 2010 في مركز الوسط المحوري .

## روابط خارجية
- ألكسندر باوميوهان على موقع قاعدة بيانات كرة القدم.إي يو (الإنجليزية)
- ألكسندر باوميوهان على موقع بيانات كرة القدم. دي إي (الألمانية)
- ألكسندر باوميوهان على موقع Soccerway.com (الإنجليزية)
- ألكسندر باوميوهان على موقع عالم كرة القدم.نت (الإنجليزية)
- ألكسندر باوميوهان على موقع كووورة
- ألكسندر باوميوهان على موقع AS.com (الإسبانية)